# Egro Mediengruppe

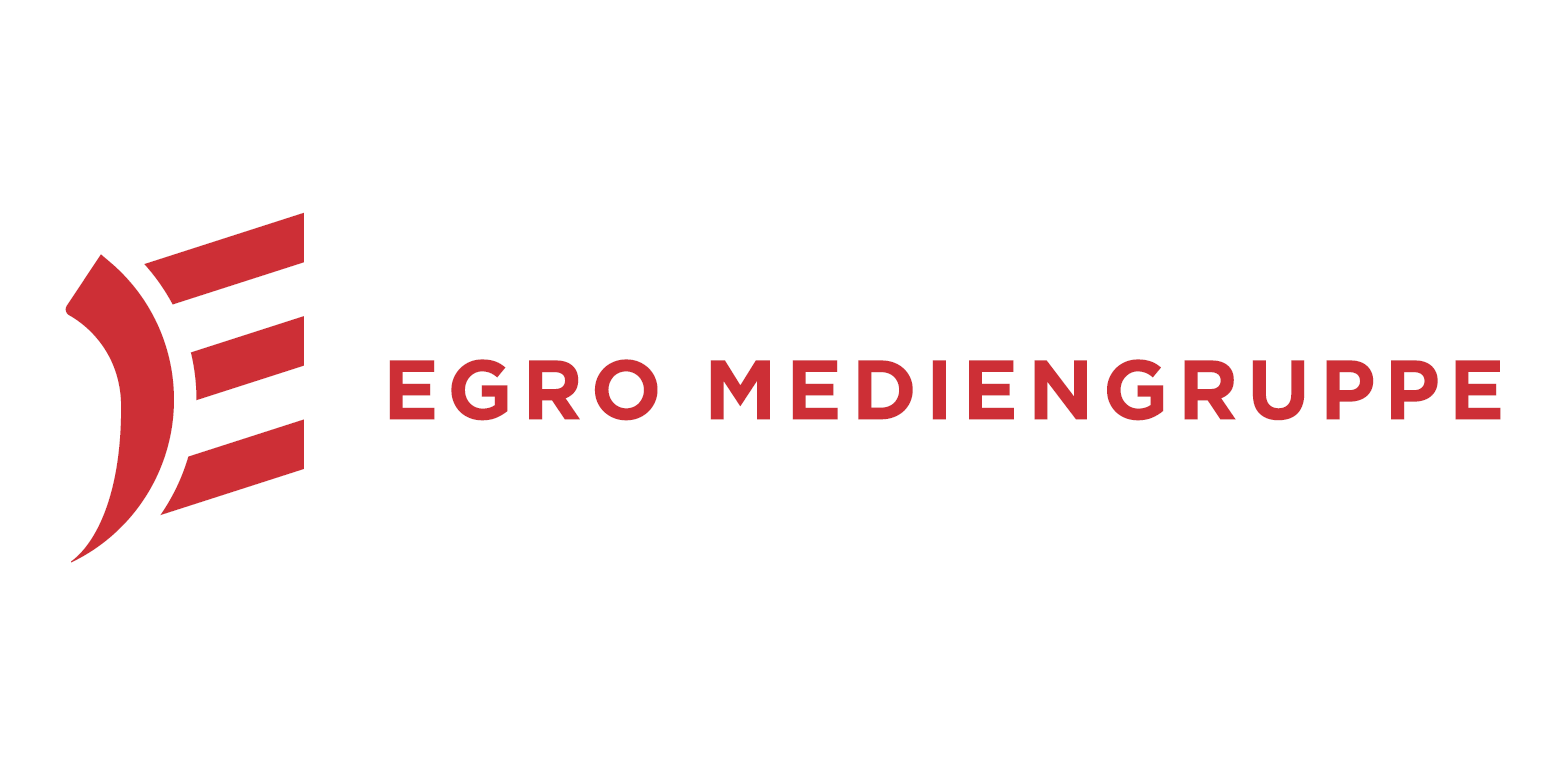
Logo der EGRO Mediengruppe

Die EGRO Mediengruppe ist eine 1962 gegründete Marke mit Sitz in Obertshausen. Sie fasst elf Verlage, drei Agenturen, sowie sieben Zustellunternehmen zusammen. Wöchentlich erscheinen unter der Marke EGRO 20 eigene Zeitungen in einer Gesamtauflage von 2,4 Mio. Exemplaren. Jährlich werden durch die Mediengruppe über 1 Mrd. Prospekte an über 5 Millionen Briefkästen wöchentlich verteilt.

## Geschichte
Gegründet wurde die Organisation von Ernst Großmann – ein Vertriebs-Mann und ursprünglich Verteiler von Wahlkampfzetteln, der aber schnell den Bedarf erkannte und den Zeitungsverlagen seine koordinierenden Dienste anbot. 1972 wurden die ersten Anzeigenblätter gegründet und unter der Organisation der Egro-Direktwerbung verteilt.
Von besagtem Jahr bis 1989 waren Gerhard Vehlhaber und Peter Fischer die Inhaber. Anschließend übernahmen Bernd Maas und seine Frau die Anteile. Zwei Jahre später erwarb die Egro-Direktwerbung erstmalig eine Firmenbeteiligung an der heutigen azp. 1993 geschieht dies ebenfalls für den „Sontag Morgen“ Magazin Verlag (Darmstadt) und dem heutigen Rhein Main Verlag (Neu-Isenburg). Im Jahr 2002 gründete sich die Aporta GmbH in (Bochum), welche für die unadressierte Zustellung im Ruhrgebiet, dem nördlichen Sauerland und dem südlichen Münsterland zuständig ist. Die Planbar Media GmbH (Katzenelnbogen) und die Alex Werbung GmbH (Berlin) traten im Jahr 2004 der Mediengruppe bei. 2010 dann wurde die EGRO-Muttergesellschaft „MAC Holding“ in Berlin gegründet, im Zuge dessen die beiden Söhne von Bernd Maas zu Mitgesellschaftern wurden.
Es folgen 2019 die Gründung der Ruhr Verlags GmbH (Velbert) und diverser Wochenzeitungen in Herne und Gelsenkirchen. Mit dem Beitritt der SuperTipp Medien GmbH (Velbert) 2020 und darauffolgenden weiteren Heimatzeitungen erweiterte die EGRO ihre Reichweite. 2021 wurde dann das Berliner Abendblatt übernommen. Im selben Jahr kamen zudem die Donau-Ries-Medien GmbH (Donauwörth), der Combi Medien Verlag (Darmstadt) und das Odenwälder Journal Medienhaus (Lützelbach) in die Gruppe. Ein Jahr später kamen nicht nur die Agentur 7BLIX (Darmstadt) dazu, sondern zudem wurde auch das Einzugsgebiet mit der Lippischen Wochenzeitung auf das Oldenburger Münsterland erweitert. 2023 erweitert sich die Mediengruppe durch die Briefkastenfreunde Lippe (Lippe) und die Zustellorganisation WEIGRO (Elsterheide). Auch im Jahr 2024 wurden einige Partner aufgenommen. Dazu gehören die Werbeagentur sinn!haltig (Frankfurt), das Verlagshaus Taunus Medien GmbH (Königstein im Taunus) und schließlich die Gründung der Domus Delivery GmbH (Hiddenhausen).

## Regionen und Partner (Auswahl)
| Metropolregion          | Sitz in         | Zustellorganisationen                   | Publikationen | Haushalte           |
| ----------------------- | --------------- | --------------------------------------- | --- | ------------------- |
| Rhein/Ruhr/Westfalen    | Siegburg Bochum | MSD Aporta                              | Super Tipp Meine Herne Mein Buer Mein Gelsenkirchen | Über 1,5 Millionen  |
| Rhein Main              | Obertshausen    | Egro-Direktwerbung                      | Mein Südhessen Der Frankfurter Der Iseborjer Heimatblatt Rodermark Rodgau Zeitung Münsterer Anzeigenblatt Eppertshausener Anzeigenblatt Neue Zeitung Obertshausen Verlagshaus Taunus Odenwälder Journal | Über 1,1 Millionen  |
| Sachsen                 | Elsterheide     | WEIGRO                                  | | Über 650.000        |
| Berlin                  | Berlin          | Alex Werbung                            | Berliner Abendblatt | Über 1,35 Millionen |
| Oldenburger Münsterland | Siegburg        | MSD                                     | Clp news Vec news | Über 130.000        |
| Ostwestfalen/Münster    | Hiddenhausen    | Briefkastenfreunde Lippe Domus Delivery | Lippische Wochenzeitung | Über 900.000        |
| Quelle:                 |                 |                                         | |                     |